# Frankfurter Gesellschaft
La Frankfurter Gesellschaft est une compagnie créée en 1680 par les Mennonites de Francfort pour créer une émigration allemande durable en Amérique, à l'initiative du quaker anglais William Penn, fondateur en 1681 de la Pennsylvanie et de sa capitale Philadelphie. 
En 1677, William Penn visita les quakers ayant plusieurs communautés en Hollande et en Allemagne et se lia avec des quakers allemands et avec les chefs des Mennonites de Crefeld et de Francfort. Il leur concéda en 1680 des terres à perpétuité, au prix de 100 livres les 5 000 acres et moyennant un loyer annuel dérisoire : 1 penny par acre.
La Frankfurter Gesellschaft acquit 25 000 acres de terre, et la communauté de Crefeld en acheta 18 000. Le 20 août 1683 Francis Daniel Pastorius débarquait à Philadelphie avec 20 familles de Francfort, puis arrivaient le 16 octobre 13 familles de Crefeld, sur des navires anglais. 
Dès 1683, la ville de Germantown (Philadelphie) est fondée et se distingue par la Protestation de Germantown contre l’esclavage, qui se développe alors en Virginie et en Caroline du Nord.